# Mestna avtobusna linija št. 13 (Ljubljana)
Mestna avtobusna linija številka 13 SOSTRO – CENTER STOŽICE P+R je ena izmed 33 mestnih javnih avtobusnih linij v Ljubljani. Poteka v smeri sever - vzhod in povezuje Športni park Stožice, Kardeljevo ploščad, Bežigrad, center mesta, Poljane, Štepanjo vas, Marinke, Zadvor in Sostro. Čas vožnje znaša okoli 35 minut.

## Zgodovina
Prva redna avtobusna proga v Sostro je bila vzpostavljena leta 1929, ko je zasebni prevoznik Grad dobil koncesijo za opravljanje voženj. Predeli na severni strani Golovca so bili povezani z zasebno avtobusno progo Zaloška cesta – Dobrunje. Ko so po drugi svetovni vojni nekdanje primestne vasi pripojili k Ljubljani, so jih kmalu spet povezali, tokrat z "državno" avtobusno progo. V sklopu primestnega prometa je bila v 50. letih 20. stoletja odprta proga št. 13 Ljubljana – Sostro, ki je že potekala skozi staro Ljubljano. Sprva je bilo postajališče urejeno pred tedanjim kinom Sloga na Ulici Moše Pijade. 22. maja 1963 so postajališče prestavili na kolodvor. Na njej sta sprva obratovala dva manjša avtobusa Fiat 262.
Ko je proga prišla pod okrilje mestnega prometa (po letu 1973), so jo s kolodvora podaljšali za Bežigrad. Končno postajališče je imela skupaj s progami št. 10, 11, 12 in 15 na stari Linhartovi cesti. Konec leta 1982 so progo zaradi varčevanja z gorivom in pomanjkanja avtobusov izza Bežigrada skrajšali do današnjega Kongresnega trga (tedanja oznaka Trg osvoboditve – Sostro).  V taki obliki je proga nato obratovala do 3. septembra 2007, ko so za ves promet zaprli ožje mestno središče in linijo speljali po Roški, Karlovški, Zoisovi in Slovenski cesti za Bežigrad do Zupančičeve jame. Po nasprotovanju prebivalcev in uporabnikov linije so jo po devetih mesecih speljali v bližino glavne živilske tržnice ter preko Zmajskega mostu.
Ob uradnem odprtju arene in nogometnega stadiona 10. in 11. avgusta je bila zaradi prevoza navijačev na obe tekmi linija poskusno podaljšana mimo naselja BS3 in preko krožišča Tomačevo do prizorišča. 1. septembra 2010 pa so linijo uradno podaljšali do novozgrajenega centra, vendar po Božičevi ulici. S podaljšanjem je linija vstopila v sistem Parkiraj in se pelji (P+R).
Zaradi nove prometne ureditve v središču mesta je bila trasa linije 22. septembra 2013 ponovno spremenjena, in sicer v smeri Sostrega s Tivolske in Gosposvetske ceste preko Bavarskega dvora (Kozolec). Na Ajdovščini je po novem mogoče zavijanje neposredno na Dalmatinovo ulico. Sočasno pa je bila trasa linije poenotena tudi v smeri Bežigrada, z Vilharjeve in Železne, kar je bila ostalina voženj do nekdanjega končnega postajališča Bežigrad, je bila preusmerjena na Linhartovo ulico.
Linija 13 je bila 1. septembra skrajšana do starega končnega postajališča Bežigrad (Železna). Traso v smeri Center Stožice P+R je prevzela spremenjena linija št. 24 (Center Stožice P+R – Sostro – Vevče – BTC-Atlantis). 3. aprila 2017 je bila linija 13, na pobudo potnikov in potrebe po razbremenitvi končnega postajališča Bežigrad (Železna), ponovno podaljšana do Centra Stožice P+R, istega dne pa so bili po končanem testnem obratovanju do Centra Stožice ukinjeni odhodi linije 24.

## Trasa
- smer CENTER STOŽICE P+R – SOSTRO: servisna cesta (končno postajališče) - Štajerska cesta - Božičeva ulica - Vojkova cesta - Linhartova cesta - Dunajska cesta - Slovenska cesta - Dalmatinova ulica - Komenskega ulica - Resljeva cesta -  Zmajski most - Kopitarjeva ulica - Poljanska cesta - Litijska cesta - Sostrska cesta - Cesta II. grupe odredov.
- smer SOSTRO – CENTER STOŽICE P+R: Cesta II. grupe odredov - Sostrska cesta - Litijska cesta - Poljanska cesta - Kopitarjeva ulica - Zmajski most - Resljeva cesta - Komenskega ulica - Tavčarjeva ulica - Slovenska cesta - Dunajska cesta - Linhartova cesta - Vojkova cesta - Božičeva ulica - Štajerska cesta - servisna cesta (končno postajališče).

## Režim obratovanja
Linija obratuje vse dni v letu, tj. ob delavnikih, sobotah, nedeljah in praznikih. Avtobusi najpogosteje vozijo v delavniških prometnih konicah.

### Preglednice časovnih presledkov v minutah
| ura           | 1.9. - 25.6. | 26.6. - 31.8. |
| ------------- | ------------ | ------------- |
| 4.55 - 6.00   | 25-30        | 30            |
| 6.00 - 7.45   | 15-20        | 25-30         |
| 7.45 - 9.00   | 30           | 45            |
| 9.00 - 14.00  | 25           | 50            |
| 14.00 - 16.30 | 15-20        | 30            |
| 16.30 - 21.00 | 25           | 35            |
| 21.00 - 23.00 | 30           | 30            |

| ura           | vse leto |
| ------------- | -------- |
| 4.30 - 6.00   | 70       |
| 6.00 - 8.00   | 30       |
| 8.00 - 11.00  | 40       |
| 11.00 - 20.30 | 45       |
| 20.30 - 23.00 | 60       |

| ura           | vse leto |
| ------------- | -------- |
| 5.20 - 9.00   | 75       |
| 9.00 - 15.00  | 80       |
| 15.00 - 19.00 | 80       |
| 19.00 - 20.30 | 70       |
| 20.30 - 23.00 | 60       |